# Wijziging van de grondwet van Maleisië uit 2021
De Constitution (Amendment) Act 2022 wijzigde de Grondwet van Maleisië om Sabah en Sarawak te herstellen als gelijkwaardige partners voor Malaya in  Maleisië. Dit was bedoeld om uitvoering te geven aan de Maleisië-overeenkomst van 1963 (ook wel MA63 genoemd). Het werd op 14 december 2021 unaniem aangenomen door de Dewan Rakyat (het gekozen huis van het Parlement van Maleisië) en trad in werking na koninklijke instemming op 11 februari 2022.
In 2019 had de toenmalige Pakatan Harapan federale regering een soortgelijke  wijziging van de grondwet voorgesteld, die artikel 1, lid 2, zou hebben gewijzigd om de formulering uit 1963 te herstellen Sabah en Sarawak als deelgebieden van Maleisië. Hoewel het amendement werd gesteund door een meerderheid van de parlementsleden, slaagde het er niet in de tweederdemeerderheid te behalen die nodig is om een grondwetswijziging goed te keuren. Twee jaar later, na de val van de regering van Pakatan Harapan in Maleisië, kondigde premier Ismail Sabri Yaakob op 16 september 2021 aan dat hij kwesties met betrekking tot Sabah en Sarawak zou onderzoeken via de speciale Raad over Maleisië-overeenkomst 1963. Als premier zat Ismail de onderhandelingen voor, vergezeld door de Chief Ministers van Sabah en Sarawak, evenals acht federale ministers.
Vervolgens kondigde minister van het departement van de premier (Sabah- en Sarawak-zaken) Maximus Ongkili op 19 oktober 2021 een wetsvoorstel aan dat in de komende zitting van het parlement zou worden ingediend nadat de Speciale Raad over de Overeenkomst van Maleisië van 1963 had ingestemd met artikel 1, lid 2. en 160(2) van de federale grondwet om Sabah en Sarawak te herstellen als gelijkwaardige partners voor het schiereiland Maleisië. Tijdens dezelfde bijeenkomst kwam de raad ook overeen om zowel de regeringen van Sabah als Sarawah de bevoegdheid te geven om diepvisvergunningen af te geven, in tegenstelling tot de huidige federale regering.
De amendementen werden uiteindelijk op 3 november 2021 ingediend door de minister van het departement van de premier (Wet en Parlement) Wan Junaidi. Ze bestonden uit vier wijzigingen:
- tot wijziging van artikel 1, lid 2, om de definitie van Sabah en Sarawak als constituerende ‘territoria’ van Maleisië te herstellen
- toevoeging aan Artikel 160(2) van een formele definitie van Maleisië-dag als de dag waarop Sabah en Sarawak zich bij de Federatie aansloten
- wijziging in artikel 160, lid 2 van de definitie van de Federatie
- wijziging in artikel 161A van de definitie van inwoners van Sabah en Sarawak

De wijzigingen in artikel 161A omvatten een intrekking van artikel 161A, lid 7, dat voorzag in een specifieke federaal opgelegde definitie van een inwoner van Sarawak. Dit gaf de deelstaatregering van Sarawak de autonomie om te bepalen wie in plaats daarvan als een inwoner van Sarawak kon worden beschouwd. 
De Dayak Kamer van Koophandel en Industrie verwelkomde dit amendement in het bijzonder en noemde het een “droom die uitkomt” omdat het de deelstaatregering van Sarawak in staat zou stellen kinderen uit gemengde huwelijken en van inheemse stammen die niet in artikel 161A(7) staan, erbij te betrekken. ) in de definitie van een inwoner van Sarawak. Volgens de Kamer waren de juridische gevolgen van de ‘status quo’: ‘Volgens de Sarawak Land Code zijn transacties in geboorteland, zoals overdrachten, tussen een inheemse ouder en zijn of haar kind uit een gemengd huwelijk verboden omdat de kind wordt volgens de wet niet als autochtoon beschouwd."
Op 14 december 2021, na zes uur debat, werd het voorgestelde amendement unaniem aangenomen in de Dewan Rakyat met 199 stemmen voor en 21 parlementsleden die niet stemden. Op 6 januari 2022 kondigde minister Ongkili de oprichting aan van een gezamenlijke technische commissie om het voorstel van Sabah voor hogere jaarlijkse subsidies te bestuderen, naast een tegenbod van de federale regering. Ondertussen is de wet op 11 februari 2022 in werking getreden.
Op 15 februari 2022, dagen nadat de wijzigingen van kracht werden, nam de Sarawak State Legislative Assembly wijzigingen aan in de staatsgrondwet, waardoor het staatshoofd van de regering werd omgevormd van Chief Minister naar Premier. Minister van Jeugd, Sport en Ondernemersontwikkeling Dato Sri Abdul Karim Rahman Hamzah van de staat Sarawak, die het wetsvoorstel indiende, zei dat de verandering bedoeld was om de status van Sarawak als provincie van Maleisië te weerspiegelen die qua status gelijkwaardig is aan Malaya en Sabah, in overeenstemming met de amendementen aan de federale grondwet die onlangs in werking was getreden.